# Maï Tsakoni
Maï Tsakoni (auch: Maïsakoni, Maïssakoni, Maïtsakoni, May Sokoni) ist ein Dorf in der Landgemeinde Sarkin Haoussa in Niger.

## Geographie
Das von einem traditionellen Ortsvorsteher (chef traditionnel) geleitete Dorf befindet sich rund sechs Kilometer südwestlich des Hauptorts Sarkin Haoussa der gleichnamigen Landgemeinde, die zum Departement Mayahi in der Region Maradi gehört. Weitere Siedlungen in der Umgebung von Maï Tsakoni sind Koren Habdjia im Nordwesten, Jantoudou im Süden und Mallamawa Kaka im Westen.
Es herrscht das Klima der Sahelzone vor, mit einer durchschnittlichen jährlichen Niederschlagsmenge zwischen 300 und 400 mm. Im Vergleich mit anderen Gegenden in der Gemeinde ist die kahle Landschaft um Maï Tsakoni besonders stark der Erosion durch Wasser und Wind ausgesetzt.

## Geschichte
Maï Tsakoni war von der Flutkatastrophe in West- und Zentralafrika 2010 betroffen. 154 Dorfbewohner wurden damals als Katastrophenopfer eingestuft.

## Bevölkerung
Bei der Volkszählung 2012 hatte Maï Tsakoni 1527 Einwohner, die in 187 Haushalten lebten. Bei der Volkszählung 2001 betrug die Einwohnerzahl 1179 in 146 Haushalten und bei der Volkszählung 1988 belief sich die Einwohnerzahl auf 627 in 84 Haushalten.
In Maï Tsakoni wird Hausa gesprochen. Die Bevölkerungsdichte in diesem Gebiet ist für nigrische Verhältnisse hoch.

## Wirtschaft und Infrastruktur
Die Mehrheit der Bevölkerung bestreitet ihren Lebensunterhalt durch Subsistenzwirtschaft im Ackerbau und in der Viehzucht. Das Gebiet der Ebenen im südlichen Teil der Region Maradi, in dem Maï Tsakoni liegt, ist von einer anhaltenden Degradation der ackerbaulichen Flächen gekennzeichnet, die mit der hohen Bevölkerungsdichte in Zusammenhang steht. Ackerbauern aus der Siedlung praktizieren den ertragreichen Streifenanbau. Es gibt eine Grundschule im Ort. Durch Maï Tsakoni führt die 156,5 Kilometer lange Nationalstraße 19 zwischen Tchadoua und Belbédji. Es handelt sich in diesem Abschnitt um eine moderne Erdstraße.